# Хаџиме Хосагаи
Хаџиме Хосагаи (јап. 細貝 萌; 10. јун 1986) јапански је фудбалер.

## Каријера
Током каријере је играо за Урава Ред Дајмондс, Аугзбург, Бајер Леверкузен, Херта Берлин и многе друге клубове.

## Репрезентација
За репрезентацију Јапана дебитовао је 2010. године. За тај тим је одиграо 30 утакмица и постигао 1 гол.

## Статистика
| Јапан  | Јапан   | Јапан  |
| Година | Наступи | Голови |
| ------ | ------- | ------ |
| 2010.  | 3       | 0      |
| 2011.  | 7       | 1      |
| 2012.  | 8       | 0      |
| 2013.  | 7       | 0      |
| 2014.  | 5       | 0      |
| Укупно | 30      | 1      |